# 저지 독일어
저지 독일어(저지 독일어: Plattdütsch, Plattdüütsch 등, 독일어: Niederdeutsch, Plattdeutsch, 네덜란드어: Nederduits, Platduits, 영어: Low German) 또는 저지 작센어(독일어: Niedersächsisch)는 독일 북부를 중심으로 엘베강 서쪽의 독일과 네덜란드 북동부까지 걸쳐 사용되는 독일어의 방언 내지 서게르만어군 언어이다. 약 500만 명이 일상언어로 사용한다. 고지 독일어가 독일어의 표준이 되면서 오늘날에는 주로 글로 쓰이는 일 없는 입말로 제한되어 있다. 또한 저지 독일어 내에도 지역에 따라 방언의 양상이 다양하여 통일되어 있지 않다. 표준 철자법은 없으며, 독일어 철자법이나 네덜란드어 철자법에 가까운 여러 표기가 혼재해 있다.
역사적으로 고대 작센어로부터 발전하였으며, 영어나 프리슬란트어와 함께 북해 게르만어파라는 분류를 이룬다고 여겨진다. 네덜란드어와 마찬가지로 등어선인 벤라트선 및 위르딩겐선 이북에서 사용되는 "저지 게르만어"의 일종으로서, 특유의 자음 변화를 겪은 고지 독일어(표준 독일어 포함)와는 음운에 현저한 차이를 보인다.

## 음운

### 자음
|        |        | 순음 | 치경음 | 후치경음/ 경구개음 | 연구개음 | 성문음 |
| ------ | ------ | ---- | ------ | ------------------ | -------- | ------ |
| 파열음 | 무성음 | p    | t      |                    | k        |        |
| 파열음 | 유성음 | b    | d      |                    | ɡ        |        |
| 마찰음 | 무성음 | f    | s      | ʃ                  | x        | h      |
| 마찰음 | 유성음 | v    | z      |                    |          |        |
| 비음   | 비음   | m    | n      | ɲ                  | ŋ        |        |
| 전동음 | 전동음 |      | r      |                    |          |        |
| 접근음 | 설측음 |      | l      | ʎ                  |          |        |
| 접근음 | 평음   |      |        | j                  |          |        |

### 모음
|          | 전설 모음 | 전설 모음 | 전설 모음 | 전설 모음 | 중설 모음 | 중설 모음 | 후설 모음 | 후설 모음 |
| 비원순   | 비원순    | 원순      | 원순      |           | 중설 모음 | 중설 모음 | 후설 모음 | 후설 모음 |
| 단       | 장        | 단        | 장        | 단        | 장        | 단        | 장        |           |
| -------- | --------- | --------- | --------- | --------- | --------- | --------- | --------- | --------- |
| 고모음   | ɪ         | iː        | ʏ         | yː        |           |           | ʊ         | uː        |
| 중고모음 |           | eː        |           | øː        | ə         |           |           | oː        |
| 중저모음 | ɛ         | ɛː        | œ         | œː        | ə         |           | ɔ         | ɔː        |
| 저모음   |           |           |           |           | a         | aː        |           |           |

## 분류
- 서부 저지 독일어 (협의의 저지 작센어)
  - 북부 저지 작센어
    - 네덜란드 저지 작센어
    - 동프리슬란트 저지 작센어

  - 베스트팔렌어
  - 오스트팔렌어
- 동부 저지 독일어
  - 브란덴부르크 방언
  - 메클렌부르크-포어포메른 방언
  - 중앙포메라니아 방언
  - 동포메라니아 방언
  - 저지 프로이센 방언
  - 메노파 저지 독일어

## 같이 보기
- 고지 독일어 (High German, Hochdeutsch)
  - 고대 고지 독일어 (Old High German, Althochdeutsch)
  - 중세 고지 독일어 (Middle High German, Mittelhochdeutsch)
  - 표준 독일어 (표준 고지 독일어)
- 역사적 저지 독일어
  - 고대 색슨어 (고대 작센어, 고대 저지 독일어, Old Saxon, Old Low German, altsächsische Sprache, altniederdeutsche Sprache)
  - 중세 저지 독일어 (Middle Low German, Mittelniederdeutsch)
- 서부 저지 독일어 (저지 작센어)
- 저지 발리리아어 (Low Valyrian)